# Conservatorio Superior de Música del Liceo
El Conservatorio Superior de Música del Liceo (en catalán: Conservatori Superior de Música del Liceu) de Barcelona es una de las escuelas de música más importantes y prestigiosas de  España. 
Se creó en 1837 con el nombre de Liceu Filo-dramàtic de Montesion. En 1847, la institución inauguró el Gran Teatro del Liceo. En 1854, el conservatorio y el teatro se separaron administrativamente, pero a lo largo de su existencia, hasta la fecha, se ha mantenido una interrelación permanente entre ambas instituciones.
La nueva sede del Conservatorio, sita en la calle Nou de la Rambla, 86, fue diseñada por el arquitecto Dani Freixes y  cuenta con una superficie construida de 9.200 m². Fue inaugurada el 3 de noviembre de 2009 con un concierto presidido por la reina Sofía de España.
En sus aulas se formaron, entre otros, Francesc Viñas, Francisco Casanovas, Miguel Fleta, Frederic Mompou, Eulàlia Solé i Olivart, Victoria de los Ángeles, Montserrat Caballé, María Uriz, Josep Carreras y Conchita Supervía.

## Directores de la institución
- Marià Obiols i Tramullas (1847-1888)
- Gabriel Balart i Crehuet (1889-1893)
- Francesc de Paula Sànchez i Cavagnach (1893-1918)
- Joan Lamote de Grignon (1919-1931)
- Josep Barberà i Humbert (1931-1938)
- Josep Biosca i Casas (1939-1949)
- Josep Munner (1949-1953)
- Pere Vallribera i Moliné (1953-1982)
- Ricard Villanueva
- Anna Albors
- Jaume Torrent
- Evelio Tieles
- Maria Serrat i Martín, directora general, y Benet Casablancas i Domingo, director académico.

Entre los profesores destacados que han pasado por la institución destacan Antoni Nicolau, Jaime Pahissa, Ricard Valls, Salvador Pueyo, Antoni Ros-Marbà, Josep Còdol, Pau Casals, Higini Anglès, Joaquim Zamacois, Antoni Massana, Josep Muset, Miquel Querol, Rafael Grimal y Josep Maria Llorens.